# ImageMagick
ImageMagick je balík softwarových nástrojů určených především pro neinteraktivní zpracování rastrových obrázků. Zahrnuje jednak konverzní nástroje pro transformaci na jiný formát z hlediska způsobu uložení v souboru, jednak pro transformaci obsahu obrázku, jako je změna velikosti, změna hustoty bodů (DPI nebo PPI), algoritmy pro různé způsoby filtrace (zaostřování, změkčování, odstraňování šumu), doplňování jednoduchých geometrických objektů a textu do obrazu, speciální efekty a další.

## Historie
Autorem ImageMagick je John Cristy, zaměstnanec společnosti DuPont, která ve 20. století byla známa především jako jeden z největších světových koncernu v oblasti chemické výroby. 
Na vývoji softwaru začal Cristy pracovat v roce 1987.
V této době byly monitory, které dokážou zobrazit 24bitové obrázky ve skutečném barevném provedení, pro veřejnost nedostupné a poměrně drahé.
Hlavním cílem Cristyho bylo vytvoření takového softwaru, který umožní zobrazování obrázků generovaných počítačem na obrazovce se schopností současně zobrazit jenom 256 barev.
První verze ImageMagick vyšla v roce 1990 a stala se jedním z prvních svobodných nástrojů pro zpracování obrázků.
Nová, vylepšená verze softwaru, 4.2.9, vyšla za několik let na žádost komunity. Poté začalo aktivní celosvětové šíření softwaru mezi tisíce uživatelů.
Poslední verze ImageMagick 7.0.11-7 přináší radikální změny a zlepšení v designu uživatelského rozhraní.

## Vlastnosti
ImageMagick podporuje například formáty PNG, JPEG, TIFF, GIF, WebP, HEIC, SVG a PDF (celkem je jich více než 200).
Je ovládán pomocí příkazového řádku.

### Malování
Malování je jednou z funkcí softwaru. ImageMagick nabízí možnost práce s bitmapovou a vektorovou grafikou.
Přehled funkcí dostupných uživatelům:  
- nástroj Bézierova křivka
- upravování rozložení tónů obrázků pomocí gamma korekce
- kreslení čar různé tloušťky

- kreslení symbolů, jako jsou křížky, kružnice a šipky[2]

### Transformace obrázků
K transformacím, které umožňuje ImageMagick, patří:
- Orámování obrázků
- Vinětace (úbytek jasu a saturace na okrajích obrázku)
- Aplikování efektu tužkové skici, barevných skvrn nebo chromového efektu[2][3]

### Animace
ImageMagick dává prostor pro tvorbu animací
Většina GIF animací vytvořených pomocí softwaru patří do jednoho z 4 základních typů animací:
- „coalesced“ animace – neobsahuje a nepoužívá průhlednost, v tomto případě se animuje celé plátno
- „overlay“ animace – nejjednodušší typ animace, každý snímek je „zploštělým“ obrazem předchozích snímků
- „cleared frame“ animace
- „mixed disposal“ animace – složitější animace, která je kombinací několika typů

Kromě toho ImageMagick umožňuje vytvoření barevných gradientů, odstranění šumu, zpracování textů, převod obrázku do množství formátů atd.